# Estádio José Albertim
Estádio José Albertim  – stadion piłkarski, w Vicência, Pernambuco, Brazylia, na którym swoje mecze rozgrywa klub Clube Atlético de Vicência.